# Mistrzostwa Europy U-17 w Piłce Nożnej Kobiet 2025
Mistrzostwa Europy U-17 w Piłce Nożnej Kobiet 2025 – szesnasty turniej Mistrzostw Europy U-17 w piłce nożnej kobiet. Po raz pierwszy wydarzenie to rozgrywane było na Wyspach Owczych. Rozpoczęło się ono 4 maja, a zakończyło 17 maja 2025 roku.
W turnieju mogły wystąpić jedynie zawodniczki, które nie ukończyły 17. roku życia.
Turniej stanowił jednocześnie kwalifikacje do Mistrzostw Świata U-17 w Maroku.

## Zakwalifikowane zespoły
Do finałowego turnieju zakwalifikowało się 8 drużyn. Oprócz Wysp Owczych, które miały zapewniony start jako gospodarz, 7 innych zespołów uzyskało kwalifikację poprzez eliminacje.
| Reprezentacja    | Sposób kwalifikacji | Ostatni występ w ME U-17 | Najlepszy wynik w ME U-17                  | Wynik        |
| ---------------- | ------------------- | ------------------------ | ------------------------------------------ | ------------ |
| Wyspy Owcze U-17 | gospodarz           | debiutant                | debiutant                                  | Faza grupowa |
| Hiszpania U-17   | Zwycięzca Grupy A1  | 2024                     | Mistrzostwo (2010, 2011, 2015, 2018, 2024) | Faza grupowa |
| Francja U-17     | Zwycięzca Grupy A2  | 2024                     | Mistrzostwo (2023)                         | Półfinał     |
| Włochy U-17      | Zwycięzca Grupy A3  | 2018                     | III miejsce (2014)                         | Półfinał     |
| Polska U-17      | Zwycięzca Grupy A4  | 2024                     | Mistrzostwo (2013)                         | Faza grupowa |
| Holandia U-17    | Zwycięzca Grupy A5  | 2022                     | Półfinał (2017)                            | Mistrzostwo  |
| Norwegia U-17    | Zwycięzca Grupy A6  | 2024                     | Półfinał (2017)                            | II miejsce   |
| Austria U-17     | Zwycięzca Grupy A7  | 2019                     | Faza grupowa (2014, 2019)                  | Faza grupowa |

## Miasta i stadiony
Turniej odbył się na dwóch stadionach w dwóch miastach.
| ThorshavnKlaksvík | Thorshavn        |
| ----------------- | ---------------- |
| ThorshavnKlaksvík | Tórsvøllur       |
| ThorshavnKlaksvík | Pojemność: 6 040 |
| ThorshavnKlaksvík |                  |
| ThorshavnKlaksvík | Klaksvík         |
| ThorshavnKlaksvík | Djúpumýra        |
| ThorshavnKlaksvík | Pojemność: 2 000 |
| ThorshavnKlaksvík |                  |

## Kwalifikacje
W kwalifikacjach brało udział 50 reprezentacji, czyli wszystkie oprócz Armenii, Cypru, Gibraltaru, Liechtensteinu i San Marino oraz zdyskwalifikowanej Rosji. Zespoły zostały podzielone na ligę A i B, a by w drugiej rundzie ligi te uległy przetasowaniu ze względu na wyniki w grupach obu lig. Zwycięzcy grup ligi A w II rundzie awansowały do turnieju, jeśli wśród tych drużyn był gospodarz, awans otrzymywała również najlepsza drużyna z II miejsc.

## Faza grupowa
Legenda
|  | Awans do fazy pucharowej. |
|  | Odpadnięcie z turnieju.   |

Gdy dwie lub więcej drużyn zakończy fazę grupową z taką samą liczbą punktów, o kolejności w tabeli decyduje:
1. punkty zdobyte w meczach pomiędzy danymi drużynami;
2. bilans bramkowy pomiędzy danymi drużynami;
3. liczba goli zdobytych w fazie grupowej pomiędzy danymi drużynami;
4. bilans bramkowy;
5. liczba goli zdobytych w fazie grupowej;
6. klasyfikacja fair play;
7. losowanie.

Pogrubieniem oznaczono drużyny, które wywalczyły awans do półfinału.

### Grupa A
| Lp. | Drużyna           | M | Mecze | Mecze | Mecze | Bramki | Bramki | Bramki | Pkt |
| Lp. | Drużyna           | M | W     | R     | P     | +      | −      | +/−    | Pkt |
| --- | ----------------- | - | ----- | ----- | ----- | ------ | ------ | ------ | --- |
| 1.  | Holandia U-17 (A) | 3 | 3     | 0     | 0     | 15     | 1      | +14    | 9   |
| 2.  | Norwegia U-17 (A) | 3 | 1     | 1     | 1     | 10     | 2      | +8     | 4   |
| 3.  | Austria U-17      | 3 | 1     | 1     | 1     | 10     | 4      | +6     | 4   |
| 4.  | Wyspy Owcze U-17  | 3 | 0     | 0     | 3     | 0      | 28     | −28    | 0   |

| 4 maja 2025 16:00 CEST | Austria U-17 · Grabovac 30' | 1:4(1:3)Raport | Holandia U-17 · 7', 90' Derks · 14' Dap · 23' (sam.) Grabovac | Djúpumýra, Klaksvík Widzów: 136 Sędzia: Kirsty Dowle |
|                        |                             |                |                                                               |                                                      |

| 4 maja 2025 19:00 CEST | Wyspy Owcze U-17 | 0:10(0:8)Raport | Norwegia U-17 · 1', 12', 35' Preus · 6', 20' Herseth · 13', 30' Senior-Hårvik · 43' Hoem · 55', 65' Halbmayr | Tórsvøllur, Thorshavn Widzów: 874 Sędzia: Vanja Janković |
|                        |                  |                 | |                                                          |

| 7 maja 2025 16:00 CEST | Wyspy Owcze U-17 | 0:9(0:5)Raport | Austria U-17 · 6', 19' Lueger · 12', 43', 69' Rauscha · 45+1' Grabovac · 52' Tuppinger · 86' Szuchy · 90+1' Richter | Djúpumýra, Klaksvík Widzów: 731 Sędzia: Nanna Andersen |
|                        |                  |                | |                                                        |

| 7 maja 2025 19:00 CEST | Holandia U-17 · Eloualidi 75' · Derks 88' | 2:0(0:0)Raport | Norwegia U-17 | Tórsvøllur, Thorshavn Widzów: 176 Sędzia: Laura Mauricio |
|                        |                                           |                |               |                                                          |

| 10 maja 2025 16:00 CEST | Holandia U-17 · Horváth 13', 65' · El Belati 18', 71' · Djurhuus 28' (sam.) · Vinckers 45+2' · Renfurm 63', 75' · Touzani 68' | 9:0(4:0)Raport | Wyspy Owcze U-17 | Tórsvøllur, Thorshavn Widzów: 505 Sędzia: Jelena Kumer |
|                         | |                |                  |                                                        |

| 10 maja 2025 16:00 CEST | Norwegia U-17 | 0:0(0:0)Raport | Austria U-17 | Djúpumýra, Klaksvík Widzów: 60 Sędzia: Vanja Janković |
|                         |               |                |              |                                                       |

### Grupa B
| Lp. | Drużyna          | M | Mecze | Mecze | Mecze | Bramki | Bramki | Bramki | Pkt |
| Lp. | Drużyna          | M | W     | R     | P     | +      | −      | +/−    | Pkt |
| --- | ---------------- | - | ----- | ----- | ----- | ------ | ------ | ------ | --- |
| 1.  | Włochy U-17 (A)  | 3 | 2     | 1     | 0     | 7      | 5      | +2     | 7   |
| 2.  | Francja U-17 (A) | 3 | 1     | 2     | 0     | 5      | 3      | +2     | 5   |
| 3.  | Hiszpania U-17   | 3 | 1     | 1     | 1     | 5      | 4      | +1     | 4   |
| 4.  | Polska U-17      | 3 | 0     | 0     | 3     | 5      | 10     | −5     | 0   |

| 5 maja 2025 16:00 CEST | Hiszpania U-17 · Cristóbal 12' | 1:1(1:1)Raport | Francja U-17 · 24' Adedini | Djúpumýra, Klaksvík Widzów: 153 Sędzia: Franziska Wildfeuer |
|                        |                                |                |                            |                                                             |

| 5 maja 2025 19:00 CEST | Polska U-17 · Świrska 47' · Klimczak 83' · Burzan 88' | 3:4(0:3)Raport | Włochy U-17 · 5' Romanelli · 34' (sam.) Ostopinka · 42' Giudici · 84' Galli | Tórsvøllur, Thorshavn Widzów: 200 Sędzia: Jana Van Laere |
|                        |                                                       |                |                                                                             |                                                          |

| 8 maja 2025 16:00 CEST | Włochy U-17 · Bedini 14' | 1:1(1:1)Raport | Francja U-17 · 39' Adedini | Tórsvøllur, Thorshavn Widzów: 212 Sędzia: Jelena Kumer |
|                        |                          |                |                            |                                                        |

| 8 maja 2025 19:00 CEST | Hiszpania U-17 · Quer 41' · Arufe 71' · Domínguez 76' | 3:1(1:0)Raport | Polska U-17 · 74' (sam.) Carvajal | Djúpumýra, Klaksvík Widzów: 65 Sędzia: Milica Milovanović |
|                        |                                                       |                |                                   |                                                           |

| 11 maja 2025 16:00 CEST | Włochy U-17 · Galli 38', 71' | 2:1(1:0)Raport | Hiszpania U-17 · 90+2' Cristóbal | Tórsvøllur, Thorshavn Widzów: 255 Sędzia: Jana Van Laere |
|                         |                              |                |                                  |                                                          |

| 11 maja 2025 16:00 CEST | Francja U-17 · Kharafi 19' · Bardet 32' · Lemańczyk 88' (sam.) | 3:1(2:0)Raport | Polska U-17 · 51' Świrska | Djúpumýra, Klaksvík Widzów: 98 Sędzia: Nanna Andersen |
|                         |                                                                |                |                           |                                                       |

## Faza pucharowa
W fazie pucharowej uczestniczą 4 zespoły, które awansowały z fazy grupowej. Rozegrane zostaną półfinały. Zwycięzcy zagrają o tytuł mistrzowski. W każdym ze spotkań fazy pucharowej mecz zakończony w regulaminowym czasie remisem musi być rozstrzygnięty poprzez serię rzutów karnych.
|  |                     |               |               |                     |   |               |               |       |
|  | Półfinał            | Półfinał      | Półfinał      |                     |   | Finał         | Finał         | Finał |
|  | Półfinał            | Półfinał      | Półfinał      |                     |   | Finał         | Finał         | Finał |
|  | 14 maja, Klaksvík   |               |               |                     |   |               |               |       |
|  |                     |               |               |                     |   |               |               |       |
|  | Holandia U-17       | Holandia U-17 | 1(4)          |                     |   |               |               |       |
|  | Holandia U-17       | Holandia U-17 | 1(4)          | 17 lipca, Thorshavn |   |               |               |       |
|  | Francja U-17        | Francja U-17  | 1(3)          |                     |   |               |               |       |
|  | Francja U-17        | Francja U-17  | 1(3)          |                     |   | Holandia U-17 | Holandia U-17 | 2     |
|  | 14 lipca, Thorshavn |               |               |                     |   | Holandia U-17 | Holandia U-17 | 2     |
|  |                     |               | Norwegia U-17 | Norwegia U-17       | 1 |               |               |       |
|  | Włochy U-17         | Włochy U-17   | Norwegia U-17 | Norwegia U-17       | 1 | 1             |               |       |
|  | Włochy U-17         | Włochy U-17   |               |                     |   |               |               |       |
|  | Norwegia U-17       | Norwegia U-17 | 3             |                     |   |               |               |       |
|  | Norwegia U-17       | Norwegia U-17 | 3             |                     |   |               |               |       |

UWAGA: W nawiasach podane są wyniki po rzutach karnych.

### Baraże o Mistrzostwa Świata U-17
| 14 maja 2025 13:00 CEST | Austria U-17 · Richter 30' | 1:6(1:2)Raport | Hiszpania U-17 · 23' Quer · 29' Carvajal · 52' Domínguez · 59' (k.) Gómez · 64' Arufe · 77' Jiménez | Tórsvøllur, Thorshavn Sędzia: Laura Mauricio |
|                         |                            |                | |                                              |

### Półfinały
| 14 maja 2025 16:00 CEST                          | Holandia U-17 · Pennock 5' | 1:1 k. 4:3(1:0)Raport                                         | Francja U-17 · 83' Ruffien | Djúpumýra, Klaksvík Widzów: 174 Sędzia: Franziska Wildfeuer |
|                                                  |                            |                                                               |                            |                                                             |
|                                                  |                            | Rzuty karne                                                   |                            |                                                             |
| Renfurm · Derks · Thomassen · Vinckers · Touzani |                            | Grondin · Laboucarie · Ramdane · Moreau-Tranchant · Fathallah |                            |                                                             |

| 14 maja 2025 19:00 CEST | Włochy U-17 · Giudici 49' | 1:3(1:1)Raport | Norwegia U-17 · 28' Herseth · 41' (sam.) Randazzo · 86' Preus | Tórsvøllur, Thorshavn Widzów: 286 Sędzia: Milica Milovanović |
|                         |                           |                |                                                               |                                                              |

### Finał
| 17 maja 2025 19:00 CEST | Holandia U-17 · van der Vliet 4' · Derks 42' | 2:1(2:0)Raport | Norwegia U-17 · 56' Preus | Tórsvøllur, Thorshavn Sędzia: Kirsty Dowle |
|                         |                                              |                |                           |                                            |

HOLANDIA

 PIERWSZY TYTUŁ

## Strzelczynie
Bramki z serii rzutów karnych nie są wliczane do klasyfikacji strzelczyń.

### 5 goli
- Marie Preus

### 4 gole
- Ranneke Derks

### 3 gole
- Ella Rauscha
- Christina Herseth
- Giulia Galli

### 2 gole
- Sara Grabovac
- Denise Lueger
- Katie Richter
- Rachael Adedini
- Lúa Arufe
- Silvi Cristóbal
- Rosalía Domínguez
- Anna Quer
- Otylia El Belati
- Kiki Horváth
- Rosalie Renfurm
- Heidi Halbmayr
- Serah Senior-Hårvik
- Lena Świrska
- Rachele Giudici

### 1 gol
- Alba Szuchy
- Dayna Tuppinger
- Ludivine Bardet
- Bouchra Kharafi
- Lou Ruffien
- María Carvajal
- Celia Gómez
- Noa Jiménez
- Rochelity Dap
- Ayah Eloualidi
- Liv Pennock
- Lina Touzani
- Tess van der Vliet
- Jayda Vinckers
- Mie Hoem
- Marie Preus
- Zofia Burzan
- Kinga Klimczak
- Benedetta Bedini
- Martina Romanelli

### Gole samobójcze
- Sara Grabovac (dla Holandii)
- María Carvajal (dla Polski)
- Dominika Lemańczyk (dla Francji)
- Maria Ostopinka (dla Włoch)
- Francesca Randazzo (dla Norwegii)
- Leona Djurhuus (dla Holandii)

## Nagrody
| Złota Piłka   | Złoty But   |
| ------------- | ----------- |
| Ranneke Derks | Marie Preus |

## Klasyfikacja końcowa
| Miejsce                        | Reprezentacja    | Punkty | Bramki +/− | Bramki zdobyte |
| ------------------------------ | ---------------- | ------ | ---------- | -------------- |
| Strefa medalowa                |                  |        |            |                |
| złoto                          | Holandia U-17    | 13     | +15        | 18             |
| srebro                         | Norwegia U-17    | 7      | +9         | 14             |
| brąz                           | Włochy U-17      | 8      | 0          | 8              |
| brąz                           | Francja U-17     | 6      | +2         | 6              |
| Wyeliminowane w fazie grupowej |                  |        |            |                |
| 5.                             | Austria U-17     | 4      | +6         | 10             |
| 6.                             | Hiszpania U-17   | 4      | +1         | 5              |
| 7.                             | Polska U-17      | 0      | -5         | 5              |
| 8.                             | Wyspy Owcze U-17 | 0      | -28        | 0              |

## Drużyny zakwalifikowane do Mistrzostw Świata U-17
W turnieju Mistrzostw Świata U-17 2025 w Maroku wezmą udział:
| Drużyna        | Sposób kwalifikacji   | Data kwalifikacji | Ostatni występ | Najlepszy wynik          |
| -------------- | --------------------- | ----------------- | -------------- | ------------------------ |
| Holandia U-17  | I miejsce w grupie A  | 7 maja 2025       | debiutantki    | debiutantki              |
| Włochy U-17    | I miejsce w grupie B  | 11 maja 2025      | 2014           | III miejsce (2014)       |
| Norwegia U-17  | II miejsce w grupie A | 10 maja 2025      | debiutantki    | debiutantki              |
| Francja U-17   | II miejsce w grupie B | 11 maja 2025      | 2022           | Mistrzostwo (2012)       |
| Hiszpania U-17 | Zwycięstwo w barażach | 14 maja 2025      | 2024           | Mistrzostwo (2018, 2022) |